# Die Braunschweigische Stiftung
Die Braunschweigische Stiftung wurde 1994 von der Norddeutschen Landesbank Girozentrale und der Öffentlichen Versicherung Braunschweig unter dem Namen STIFTUNG NORD/LB · ÖFFENTLICHE gegründet. Sitz der Stiftung ist das Haus der Braunschweigischen Stiftungen auf dem Löwenwall in Braunschweig. 2014 wurde das Erbbaurecht – und damit die Volkswagen Halle Braunschweig – im Einvernehmen mit der Stadt Braunschweig von der Stiftung Sport und Kultur für Braunschweig an die Stadthalle Braunschweig Betriebsgesellschaft mbH verkauft. Damit einhergehend wurde die Stiftung Sport und Kultur für Braunschweig aufgehoben und der unter dem neuen Namen Die Braunschweigische Stiftung firmierenden Stiftung zugelegt.
Die Stiftung fördert die Künste und Kultur, Wissenschaftstransfer, Bildung und Erziehung sowie Sport durch Beratung, Vermittlung und finanzielle Förderung, wie Stipendien, Preise (Lessing-Preis für Kritik) und Aktivitäten im Gebiet der in Niedersachsen gelegenen Teile des alten Freistaates Braunschweig. Die Stiftung besitzt zwei 100-prozentige Töchterunternehmen: Die Stiftungspartner GmbH für die Verwaltung von Stiftungen sowie Kulturgut Fürstenberg gGmbH, die das Museum Schloss Fürstenberg in Südniedersachsen betreibt.
Die Stiftung war maßgeblich an der Durchführung der Braunschweigischen Stiftungstage in den Jahren 2002, 2005, 2009 und 2013 beteiligt.
Ihr Kapital beträgt 50 Millionen Euro.